# Muhammad Arif Abbasi
Muhammad Arif Abbasi é um político paquistanês que foi Membro da Assembleia Provincial do Punjab de maio de 2013 a maio de 2018.

## Infância e educação
Ele nasceu em 12 de fevereiro de 1965.
Ele recebeu o Diploma de Engenheiros Associados da Escola de Aeronáutica de Karachi em 1987.

## Carreira política
Ele foi eleito para a Assembleia Provincial do Punjab como candidato do Movimento Paquistanês pela Justiça pelo círculo PP-13 (Rawalpindi-XIII) nas eleições gerais de 2013 no Paquistão.